# دره‌چه (الیگودرز)
دره‌چه یک روستا در ایران است که در دهستان زز شرقی شهرستان الیگودرز واقع شده‌است.
 دره‌چه ۱۱۱ نفر جمعیت دارد.